# 可謬論
可謬論是一個哲學學說，指出絕對肯定任何知識是不可能的；或至少對於知識的所有宣稱在原則上都是錯誤的。作為一個正式的學說，它跟查尔斯·桑德斯·皮尔士的關係非常密切，因為他曾以這個學說打擊基礎主義。然而，可謬論早就被色诺芬尼、苏格拉底和柏拉圖等早期哲人所提及。另一個可謬論的擁護者是卡尔·波普尔，他以可謬論為大前提下建立了他那知識及批判理性主義的理論。近日，可謬論也被威拉德·冯·奥曼·蒯因用以攻擊分析命題的可能性。
跟懷疑論不同，可謬論並不提倡放棄我們的知識，我們並不需要為我們所知道的提出一個邏輯總結辯護。這樣做之所以被許可，是因為透過更多的觀測結果可以更正現有的經驗知識，任何我們已有的知識最終也可能被證明是錯誤的。有些可謬論主義者在這前提下給出一些如數學或邏輯等公理化系統作為可謬論的例外。但餘下的可謬論主義者甚至也否定這些公理系統，因為即使這些系統在一些觀點下是不會有謬誤的，但使用這些系統的始終是人類，而人類是可能會出錯的。更重要的是，從哥德尔不完备定理可見，任何完整或完備的公理系統是不存在的。即使在數學中也會存在著如罗素悖论等基本悖論。不可能肯定地知道真理的理論是由约翰·杜威等人領導的教育運動的基礎，這教育運動名為实用主义者運動。
批判理性主義者Hans Albert曾展示了即使在邏輯或數學的範疇中證明任何能夠肯定的真理也是不可能的。他的明希豪森三难困境闡明了欲證明任何驗証肯定真理只會陷入絕望的情況中。即使可謬論本身也不可避免地成受害於相對主義或懷疑論。

## 道德可謬論
道德可謬論是知識可謬論的一個特定子集。在道德客觀主義與道德主觀主義的辯論中，道德可謬論站在第三個看起來有理的立場：那客觀地真實的道德標準的而且確存在，但它們不能由人類可靠地分辨或總結出來。這避免了那個由保留「道德並不只是一個意見」的想法而衍生的，跟主觀主義靈活性有關的問題，也解釋了客觀主義不同客觀道德觀之間的衝突。這種觀點值得留意的擁護者有以赛亚·伯林（價值觀多樣主義，value pluralism）及Bernard Williams（觀點主義，perspectivism）。